# 26013 Amandalonzo
26013 Amandalonzo è un asteroide della fascia principale. Scoperto nel 2001, presenta un'orbita caratterizzata da un semiasse maggiore pari a 2,2023129 UA e da un'eccentricità di 0,1607553, inclinata di 4,25347° rispetto all'eclittica.